# Jeddah Tower

Chiều cao dự kiến sau khi hoàn thành.

Không nhầm lẫn với Kingdom Centre hay Mile High Illinois
Jeddah Tower (tiếng Ả Rập: برج جدة‎), tên gọi cũ là Kingdom Tower (tiếng Ả Rập: برج المملكة‎) và Tháp cao 1 dặm (tiếng Ả Rập: برج الميل‎), là công trình siêu cao tầng đã được cấp phép xây dựng ở Jeddah, Ả Rập Xê Út. Đây là công trình landmark trong dự án xây dựng thành phố Kingdom nằm bên bờ Biển Đỏ với tổng mức đầu tư của toàn dự án lên tới 20 tỷ đô la.
Công trình ban đầu được thiết kế cao 1,6 km (1 dặm), nhưng những khảo sát và thí nghiệm nền đất trong phạm vi xây dựng cho thấy nền đất ở đây không đủ khả năng chịu lực cho 1 công trình cao như vậy. Do vậy chiều cao của công trình đã được giảm xuống thấp nhất là 1.008,2 mét (3.308 ft) (chiều cao chính xác vẫn trong quá trình phát triển và thiết kế, được giữ bí mật giống như công trình Burj Khalifa),[A] và sẽ là công trình cao nhất trên thế giới sau khi hoàn thành, cao hơn công trình Burj Khalifa khoảng 600 ft (180 m) ở Dubai.
Trong công trình sẽ có Khách sạn Bốn mùa (Four Seasons hotel), dịch vụ giải trí Bốn mùa, không gian văn phòng hạng A, các căn hộ cao cấp và chỗ ngắm từ trên cao. Tòa nhà sẽ có ban công ngoài trời ở tầng 157.
Công trình này được kiến trúc sư Adrian Smith ở Chicago thiết kế, người cũng đã thiết kế công trình Burj Khalifa khi ông làm việc tại Skidmore Owings & Merill. Công ty phát triển của dự án là Emaar Properties PJSC. Thornton Tomasetti là kĩ sư kết cấu của công trình.
Ngày 2 tháng 8 năm 2011, công trình được thông báo là sẽ được sớm khởi công và thời gian xây dựng ước tính trong khoảng 63 tháng (5 năm, 3 tháng).
Ngày 1 tháng 4 năm 2013, công trình được thực hiện. Tính đến ngày 31 tháng 12 năm 2016, công trình xây được 38 tầng. Dự kiến hoàn thành vào năm cuối năm 2024